# Мэйер, Кевин
Кевин Г. Мэйер (англ. Kevin G. Meyer; род. 9 мая 1956, Биатрис, Небраска) — американский политик-республиканец, бывший вице-губернатор штата Аляска в 2018-2022 годах. Сенатор Аляски с 2008 по 2018 год, президент Сената с 2015 по 2017 год, лидер сенатского большинства с 2010 по 2012 год. С 2000 по 2008 год он был членом Палаты представителей Аляски. Работал координатором в ConocoPhillips.

## Биография
Мэйер изучал бизнес-администрирование в Университете Небраски-Линкольна, окончил Университет Нью-Мексико в Альбукерке, получил степень MBA в Аляскинском тихоокеанском университете.
Он входил в Ассамблею Анкориджа с 1993 по 2000 год, занимал должность председателя Ассамблеи с 1999 по 2000 год.